# Star-Spangled Kid
Star-Spangled Kid è il nome di alcuni supereroi della DC Comics.

## Biografia del personaggio

### Sylvester Pemberton
Lo Star-Spangled Kid originale prende il nome di Sylvester Pemberton, un personaggio della Golden Age. Divenne così il giovane e famoso eroe chiamato Star-Spangled Kid . È un personaggio unico, in quanto la sua spalla è un adulto, Stripesy, alias Pat Dugan. Sia lui che Dugan sono ottimi acrobati, oltre ad essere eccellenti combattenti nel corpo a corpo, ma il duo litiga regolarmente su chi riceve le acclamazioni migliori.
Diverso tempo dopo, cambiò il suo nome in Skyman e guidò la Infinity, Inc. Venne ucciso quando Harlequin III fece in modo che Solomon Grundy lo toccasse con la Mano di Mister Bones, intossicandolo con il cianuro contenuto dalla Mano.

### Courtney Whitmore
Courtney Withmore, che inizialmente utilizzò l'identità di Star-Spangled Kid II, è la figliastra di Pat Dugan. Trovò il costume di Sylvester Pemberton tra gli effetti personali del patrigno ed indossò la Cintura Convertitrice Cosmica, con un costume di sua invenzione. Courtney era decisa a vendicarsi di Pat Dugan del fatto che avesse sposato sua madre e presumibilmente avesse convinto la famiglia a trasferirsi da Los Angeles a Blue Valley, Nebraska. Dugan, abile meccanico, disegnò e costruì S.T.R.I.P.E., un'armatura robot che indossò per accompagnare Courtney ed eventualmente proteggerla. Infine, Courtney si unì alla Justice Society of America, e, dopo che le fu consegnato lo scettro cosmico dello Starman Ted Knight, cambiò la sua identità in Stargirl.

### Miss Martian
Un terzo Star-Spangled Kid comparve in Terror Titans n° 1, e successivamente catturato dal gruppo dei Terror Titans per il Dark Side Club. Star-Spangled Kid fu costretto a combattere in un torneo contro altri metaumani, vincendo il torneo. Durante la storia si scoprì che era più resistente al controllo mentale degli altri personaggi, sebbene soccombette ugualmente. In Terror Titans n. 6, fu rivelato che era la mutaforma Miss Martian. Utilizzò la sua immunità al controllo mentale per liberare gli altri combattenti.

## Altre versioni
In Kingdom Come, Alex Ross raffigurò un successivo Star-Spangled Kid, chiamato semplicemente Stars, come un ragazzo afro-americano di strada con indosso una giacca di pelle e una bandana "Stelle e Strisce", e una T-shirt con la bandiera americana al rovescio, utilizzando lo scettro cosmico in congiunzione con la cintura di conversione. Anche lui è accompagnato da un uomo più grande e muscoloso con una maglietta a strisce che si chiama Stripes. Star-Spangled Kid compare anche nel telefilm Smallville nella nona stagione.